# 朱表栺
旌德怀安王朱表栺（1490年—1531年），明朝晋国世子朱奇源的庶五子。

## 生平
弘治三年（1490年）十二月获赐名。
弘治十四年（1501年）朱奇源先于晋庄王朱锺铉去世，后来其孙朱知烊袭封晋王即晋端王，朱奇源追封晋靖王，朱表栺兄弟封为镇国将军。正德二年（1507年）九月，晋端王请求将叔父们进封郡王，礼部尚书李杰等认为朱表栺兄弟为追封王之子，不同于王子，不应加封。但明武宗认为追封亲王之子也应按亲王子加封。
正德五年（1510年）四月，武宗御奉天殿傳詔遣武安侯鄭英、恭順侯吳世興、興安伯徐良、宣城伯衛璋、安鄉伯張坤、清平伯吳傑、武進伯朱本為正使，中書舍人胡頤、行人唐鳳儀、盧楫、陳錫、曹銓、謝階、劉登甫為副使，冊封朱表栺為旌德王。王府在晋王府東。正德十三年（1518年）六月，遣吳傑、禮部左侍郎王瓚、武安侯鄭綱、吏部左侍郎王鴻儒、長寧伯周塘、寧陽侯陳繼祖、隆平伯張瑋、宣城伯衛錞、武平伯陳熹、懷寧侯孫瑛、泰寧侯陳儒、建平伯高霳、東寧伯焦洵、大理寺左寺丞李鐸為正使，鴻臚寺左寺丞張文澍、盧永春、翰林院編修嚴嵩、檢討吳惠、兵部郎中陳簧、員外郎東魯、吏科給事中劉濟、禮科都給事中朱鳴陽、尚寶司丞劉鈗、中書舍人李兆延、吳瑤、行人司行人余廷瓚、詹軾為副使，封兵馬指揮盧志通的女兒為旌德王妃。
嘉靖十年（1531年）去世。嘉靖十二年（1533年）十二月，長子朱知𤎅襲封。

## 评价
- 《弇山堂别集》卷074：慈仁短折，好和不争。